# B-A-C-H

Мотив BACH на нотном стане.

B-A-C-H — музыкальный мотив, который представляет собой последовательность звуков b, a, c и h, которые складываются в фамилию семьи Бахов. Известен благодаря Искусству фуги — одному из величайших произведений И. С. Баха, в котором был впервые использован, и в дальнейшем пользовался большой популярностью у композиторов последующих столетий.

## История
Составление музыкальных монограмм было популярным с XVI века и породило технику, названную soggetto cavato (soggetto cavato dalle vocali di queste parole). Каждому из слогов текста композитор приписывал фонетически родственные названия звуков, например, «Hercules Dux Ferrariae» — «re-ut-re-ut-re-fa-mi-re».
Бах понимал, что его имя может быть записано на нотном стане, и неоднократно использовал этот факт в своих произведениях. Самым известным из примеров стал незаконченный цикл «Искусство фуги», в котором последний Contrapunctus — сложнейшая тройная фуга — заканчивается вскоре после введения третьей темы — BACH. В рукописи содержится сообщение сына композитора, Карла Филиппа Эмануэля Баха, который утверждал: «В момент, когда BACH появляется в противосложении, композитор умер». В 1881 году немецкий музыковед Густав Ноттебом обнаружил, что незаконченный Contrapunctus должен включать ещё четвертую тему — тему, которая связывает весь цикл; эту идею подробно разработал на рубеже веков теоретик Бернард Цин. Среди других композиций, где Бах использовал монограмму своей фамилии, канонические вариации «Vom Himmel hoch da komm 'ich her» и ряд менее известных произведений, таких как симфония f-moll (BWV 795) и последняя фуга из первой тетради ХТК.
Значимым является тот факт, что мотив BACH является примером мотива креста (imaginatio crucis, chiasmus), который использовался в барочной музыкальной риторике, в страстях и других произведениях христианской тематики.
О существовании этого мотива знали современники Баха: о нём говорится в Musicalisches Lexikon Иоганна Готфрида Вальтера, он появляется и у сына Баха Иоганна Христиана и ученика Баха — Иоганна Людвига Кребса. Наибольшую популярность мотив получил в XIX веке, когда музыка Баха была открыта вновь и стала предметом особого интереса музыкантов и музыковедов. В XX веке композиторы восхищались особыми структурными свойствами мотива в рамках двенадцатитоновой системы, особенно додекафонии.

## Произведения, использующие мотив
В работе, сделанной к 300-летию со дня рождения Баха (1985), Ульрих Принц нашёл 409 произведений 330 различных авторов, в основе которых лежит мотив BACH. Подобный список составлен и Малкольмом Бойдом, который также включает около 400 элементов. К наиболее известным относятся:
- 1845: Роберт Шуман: 6 фуг на имя: Bach для органа ор. 60.
- 1855: Ференц Лист: Фантазия и фуга на BACH для органа (aр. 1871 для фортепиано).
- 1878: Николай Римский-Корсаков: Вариации BACH для фортепиано.
- 1900: Макс Регер: Фантазия и фуга BACH для органа.
- 1910: Ферруччо Бузони: Fantasia contrappuntistica для фортепиано.
- 1926: Арнольд Шёнберг: Вариации для оркестра op. 31.
- 1932: Франсис Пуленк: Вальс-импровизация на имя Bach для фортепиано.
- 1937: Антон Веберн: Струнный квартет (серия на основе мотива BACH).
- 1943: Кайхосру Сорабджи: Opus archimagicum.
- 1952: Луиджи Даллапикола: «Нотная тетрадь Анналиберы», «Вариации» и «Песни освобождения»
- 1964: Арво Пярт: Коллаж на BACH.
- 1968: Альфред Шнитке: Quasi Una Sonata.

## Другие музыкальные монограммы
Другие композиторы тоже искали способы, чтобы увековечить свои имена в нотации:
1. F, Es, C, H (Франц Шуберт);
2. D, Es, C, H (Дмитрий Шостакович);
3. Роберт Шуман посвятил Нильсу Гаде «Северную песню» (№ 41) из Альбома для юношества (Ор. 68), с последовательностью звуков G-A-D-E.